# Oscar Coomans de Brachène
Oscar-Emile-Marie-Ghislain-Albert Coomans de Brachène, né à Uccle le 2 juin 1915 et mort à Grand Bigard (Dilbeek) le 13 décembre 2003, est un généalogiste et héraldiste belge.

## Biographie
Il était le fils de Raoul Coomans (1881-1953), avocat auprès de la Cour d'Appel de Bruxelles et de Marie-Louise Clément de Cléty (1881-1965). Par arrêté royal du 27 janvier 1931, Raoul Coomans et son frère Oscar-Eugène Coomans (1885-1979) obtinrent autorisation d'ajouter à leur nom celui de de Brachène, nom francisé de l'ancien fief Te Brachene (Wemmel), hérité des ascendants maternels. Par arrêté royal du 11 octobre 1967 Oscar Coomans et son oncle Oscar-Eugène obtinrent concession de noblesse héréditaire (Écuyer).
Oscar Coomans de Brachène était docteur en droit, licencié en notariat, licencié en sciences commerciales et financières et candidat en histoire. Il fut inscrit au barreau de Louvain, puis de Nivelles. Ensuite il travailla dans des sociétés d'hypothèques et d'assurances. Son principal centre intérêt fut rapidement l'héraldique et la généalogie. En 1947 il publia un premier volume de Tables ascendantes ou Quartiers généalogiques des familles de la noblesse belge. L'ouvrage présentait les quartiers des familles nobles ayant un patronyme commençant par la lettre A. En 1952 un deuxième volume suivit pour la lettre B (de Baeyens à Biolley), mais cette entreprise prometteuse n'eut plus d'autre suite. Il publia ultérieurement  l'Etat présent de la noblesse belge. Les premières séries, à partir de 1960, furent signées exclusivement par lui, puis il fut assisté par Georges de Hemptinne (Zevergem, 13 juin 1927 - Jette, 15 janvier 2011), qui prit la suite après la mort d'Oscar en 2003, lui-même relayé par Humbert de Marnix de Sainte Aldegonde, Bertrand Maus de Rolley... En 2001 enfin, Oscar Coomans de Brachène publia un ouvrage sur sa propre famille : Les Coomans. Cinq siècles de l'histoire d'une famille originaire du Hageland et de la Hesbaye.
En 1935, Oscar Coomans de Brachène avait épousé à Sainte-Croix lez Bruges Eliane Moles le Bailly (1908-2009). Ils eurent sept enfants mais divorcèrent en 1984.

## Publications
- Tables ascendantes ou quartiers généalogiques des familles de la noblesse belge, Bruxelles, Partie I, 1947, Partie II, 1952)
- État présent de la noblesse belge, les trois premières séries à partir de 1960 (publication régulièrement remise à jour et toujours en cours)
- Les Coomans. Cinq siècles de l'histoire d'une famille originaire du Hageland et de la Hesbaye, 2001